# Tukaram

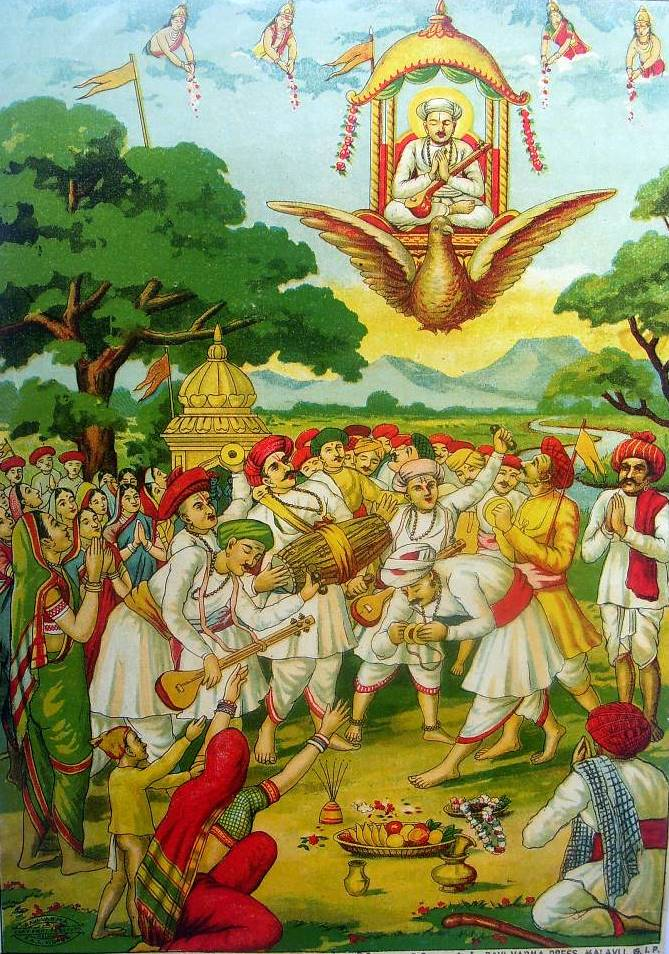
Tukaram wird in das Paradies Vishnus (vaikuntha) aufgenommen.

Tukaram  (auch Tuka, Marathi तुकाराम Tukārām; * 1608 oder 1607; † 1649) war ein indischer Dichter und hinduistischer Mystiker aus dem 17. Jahrhundert. Als Verehrer von Vitthala gilt er vielen als Heiliger (sant) und ist einer der geistigen Repräsentanten der Marathen. Die Bedeutung des Namens ist nicht klar. Die dritte Silbe ram bezieht sich wahrscheinlich auf den Gott Rama.

## Leben und Lehre
Tukaram stammte aus einer Getreidehändlerfamilie, war Geschäftsmann und Familienvater. Er gehörte der untersten Shudra-Kaste an. Er betete zu Vishnu, nicht als Tier wiedergeboren zu werden, denn als Tier könnte er nicht mehr darum bitten, als Mensch geboren zu werden. Sein Krämergeist ging in mangelnde Geschäftstüchtigkeit über und er wandte sich der Bhakti (Gottesliebe) zu. Tukaram verließ seine Familie und lebte in Tempeln. Nach unglücklicher zweiter Ehe wandte er sich vertieft dem Hinduismus zu und lernte dafür Lesen. Er vertiefte sich ins Bhagavata Purana des brahmanischen Marathi-Gelehrten Eknath (1533–1599) und begann – in der Nachfolge des bereits im 13. Jahrhundert verstorbenen Dichters und Mystikers Dnyaneshwar – Abhanga-Metrum Verse zu singen.
Während einer Meditation soll er den göttlichen Auftrag erhalten haben, eine Million Verse (abhangas) über Gott zu schreiben; er verfasste jedoch nur 6000 davon. Sein Erfolg löste bei den Brahmanen Missgunst aus. Marathenführer Shivaji lud ihn ein, jedoch reimte Tukaman eine Absage. Shivaji ließ Tukaram eine Schüssel Gold überreichen, die dieser unter den anwesenden Brahmanen verteilte. Sein Selbstbewusstsein schlug in eine Selbstvergottung um, und er verkündete, dass er nicht nur Gott, sondern sogar höher sei. Nach zweistündiger regloser Verzückung in Alandi landeten mehrere Vögel auf ihm, so dass Tukaram ein meditierender Vogelbaum wurde. In der Stadt Dehu saß er am Ufer der Indrayani; er sang seine Hymnen und löste sich der Überlieferung nach mystisch in Licht und Luft auf.

## Werk
Tukaram war ein wichtiger Vertreter der Bhakti-Bewegung, deren höchstes Ziel die Gottesliebe ist. Er ging davon aus, dass Hingabe an Gott allein den Menschen heilige, nicht aber die Zugehörigkeit zu einer hohen Kaste. „Kastenstolz hat noch niemals irgend jemanden geheiligt, sagt Tuka, aber die Unberührbaren haben den Ozean des Lebens durch Hingabe an Gott überquert.“

## Sonstiges
Das Leben Tukarams wurde in dem filmhistorisch bedeutenden indischen Heiligenfilm Sant Tukaram (1936) verfilmt.